# Morávka (okres Frýdek-Místek)
Morávka (v místním nářečí Morovka, polsky a německy Morawka) je rekreační obec v okrese Frýdek-Místek v těšínské části českého Slezska, s největším katastrem v Beskydech. Žije zde přibližně 1 300 obyvatel.

## Historie
Obec vznikla po roce 1615 podél horního toku řeky Morávka. Území, na němž obec vznikla, patřilo postupně hrabatům z Vrbna, Oppersdorfům a naposled Pražmům.
Za 2. světové války se obyvatelé aktivně účastnili partyzánského odboje. V prosinci roku 1944 nacisté partyzánskou skupinu dopadli a po výslechu a mučení se jim podařilo získat informace o jejich spolupracovnících: 14 obyvatel obce bylo popraveno, 10 deportováno do koncentračního tábora. Památník partyzánského hnutí byl roku 1978 prohlášen národní kulturní památkou. Morávka obdržela v roce 1971 za protifašistický odboj Československou cenu míru a byl jí udělen titul 'Partyzánská obec'.
Během druhé světové války byla Morávka zasažena bombardováním. Okolo roku 1944 spojenecký bombardér při návratu z mise nad údolím Nytrova shodil tři bomby. První zničila stavení, zbylé dvě bomby spadly poblíž obytných budov. Nikdo nebyl zraněn.
V roce 1964 byla dokončena údolní přehradní nádrž na pitnou vodu (vodní nádrž Morávka), která zničila původní přirozené jádro obce.

Věková struktura obyvatel obce Morávka roku 2011

## Obecní správa
Od 1. ledna 1980 do 23. listopadu 1990 k obci patřily Pražmo a Vyšní Lhoty.

## Hospodářství a doprava
Nachází se zde několik ubytovacích zařízení – Morávka Resort, Hotel Lipový, Camp pod kaštany, A&B Bungalovy, Penzion u přehrady. Funguje tu pobočka České pošty, kavárna a obchod.
Obcí prochází silnice III. třídy č. 4774 do Frýdku-Místku. Dopravní obslužnost zajišťují dopravci ČSAD Frýdek-Místek a ČSAD Karviná. Autobusy jezdí ve směrech Frýdek-Místek, Ostrava, Karviná a Havířov. S přestupem v Raškovicích lze dojet autobusem do Frýdlantu nad Ostravicí. Autobusová doprava je zajištěna 10 zastávkami podél celého území obce.

## Školství, kultura a sport
Sídlí zde Základní a mateřská škola Morávka. Funguje zde knihovna. V obci se nachází také bazén (vnitřní a venkovní).

## Základní sídelní jednotky
- Byčinec
- Dolinky
- Ježanky
- Kocuří
- Kotly
- Křížové cesty
- Lúčka
- Malé Lipové
- Nytrová
- Skalka
- Slavíč
- Uspolka
- Velké Lipové
- Vlaské
- Vojkovčina
- Vysuté

## Zajímavosti

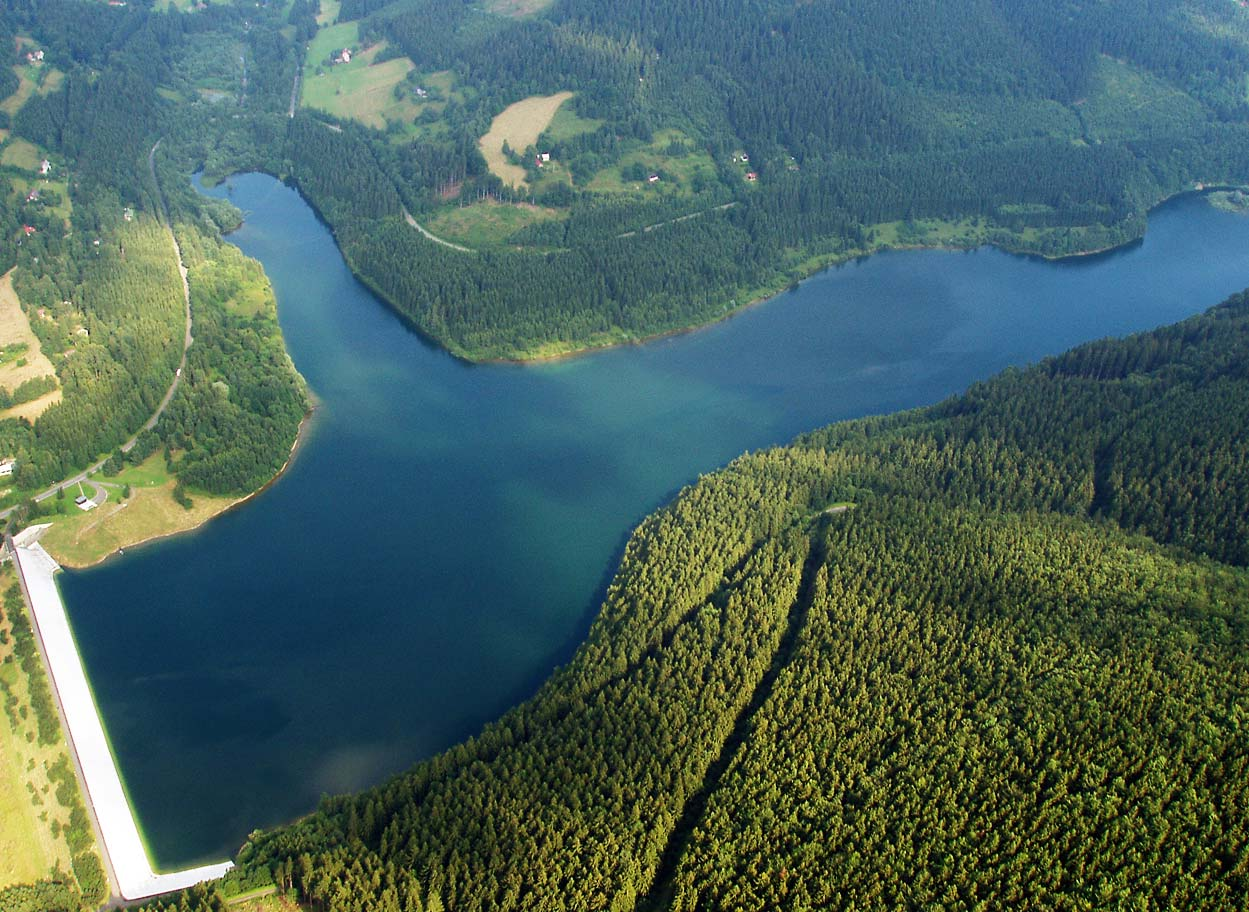
Vodní dílo Morávka z padákového kluzáku nad kopcem Travný

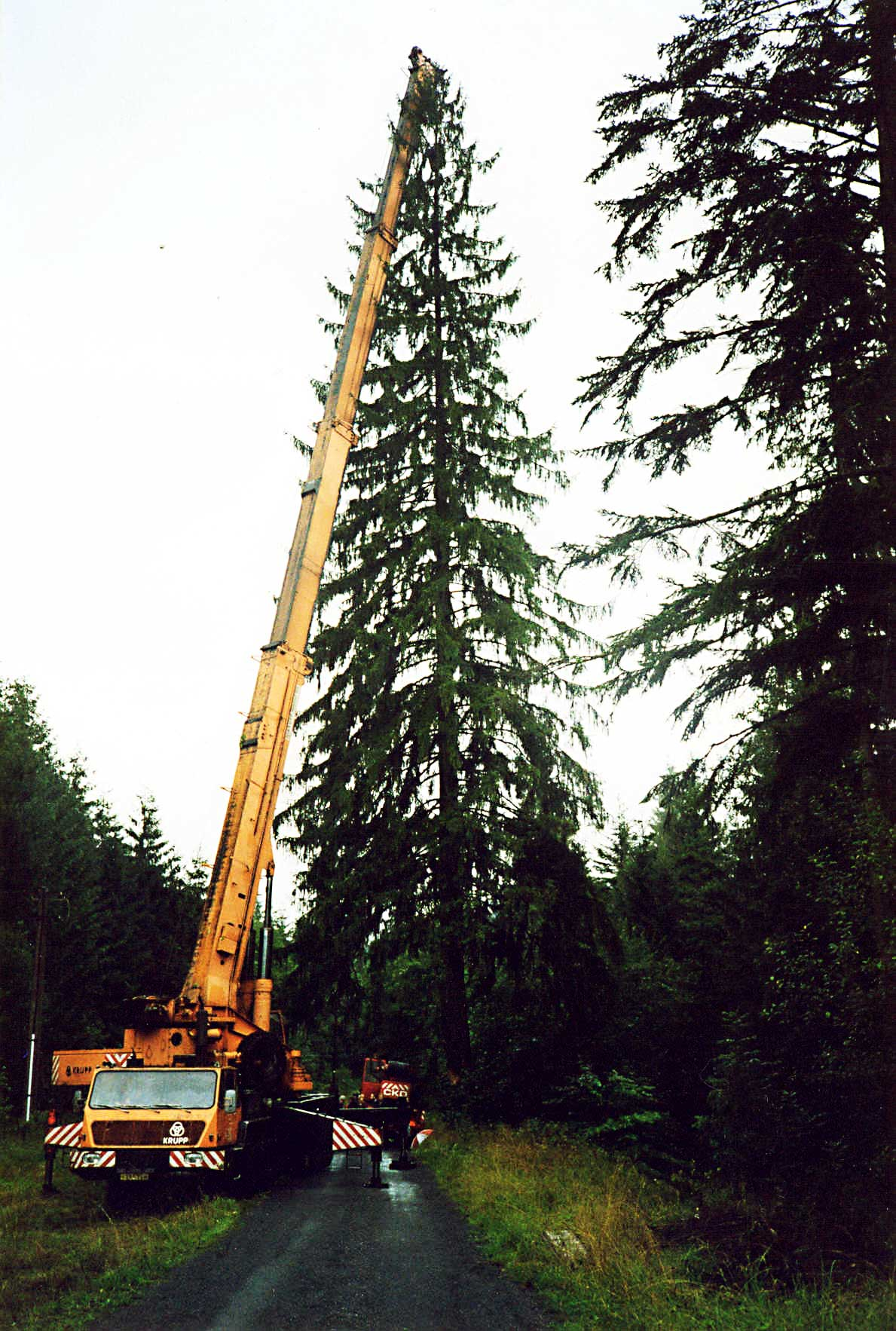
Porážení vánočního stromu pro Vatikán

- Obec poskytla vánoční strom pro Vatikán pro Vánoce 1999. Byl jím 85 let starý, 25 m vysoký a cca 2 tuny vážící krásně urostlý smrk. Ten do Vatikánu doprovázel revírník Vojtěch Novák, v jehož revíru byl strom vytěžen.
- Do katastru obce spadl 6. května 2000 významný meteorit nazývaný dle místa dopadu Morávka.
- Přírodní rezervace Ropice
- Přírodní rezervace Travný
- Přírodní rezervace Travný potok
- Přírodní památka Byčinec
- Přírodní památka Vysutý

## Církve
- římskokatolická farnost Morávka (Děkanát Frýdek)

## Pamětihodnosti
- památník partyzánského hnutí Noční přechod
- hospoda (čp. 297)
- seník při silnici za Uspolkou
- sloup se sochou P. Marie s Ježíškem při přehradě Haferník